# 冠軍大叔
是2018年上映的韓國喜劇片，由網絡劇《戀愛細胞》《我們分手了 (韓國網路劇)》的導演金容完執導，馬東石、權律及韓藝璃主演。2017年12月17日殺青，並於2018年5月1日正式在南韓上映。

## 劇情簡介
該片講述了比起心臟，胳膊先跳的比腕力傳說選手「Mark」（馬東石飾）和通過他想要逆轉人生的「振基」（權律飾），以及與孩子們一起登場的妹妹「秀珍」（韓藝璃飾）的奇跡般的人生故事。

## 演員陣容

### 主要人物
- 馬東石 飾演 「Mark」白勝民
- 權律 飾演 朴振基
- 韓藝璃 飾演 李秀珍

### 其他人物
- 崔勝勳 飾演 俊亨
- 玉曳璘 飾演 俊熙
- 梁玄敏 飾演 劉昌秀
- 南延佑 飾演 金組長
- 姜信曉 飾演 Combo
- 李奎浩 飾演 Punch
- 姜勝賢 飾演 珠妍
- 朴宣浩 飾演 傑森·金
- 真模 飾演 Combo的隊員
- 琴廣山 飾演 Combo的隊員
- 崔真愛 飾演 東大門真姊
- 吳昌慶 飾演 比賽節目主持人
- 南泰佑 飾演 比賽節目解說員
- 韓相哲 飾演 主裁判
- 宋昌炫 飾演 副裁判
- 柳淳雄 飾演 韓醫師
- 金泰鄉 飾演 東大門吳巡警
- 朴世俊 飾演 劉昌秀的職員
- 朴光在 飾演 2米的巨人
- 郭子亨 飾演 駕駛的男子
- 朴元彬 飾演 釜山的主持人
- 鄭大勳 飾演 抽菸的學生
- 徐文浩 飾演 韓醫師的患者
- 張宥彬 飾演 健身房新人女子
- 俞佑藍 飾演 派出所裡的流氓
- 許仁範 飾演 周歲宴上的父親
- 全惠媛 飾演 高中生

### 友情出演
- 劉智妍 飾演 東大門王姊
- 楊祖雅 飾演 英語小學生的母親
- 朴成日 飾演 朴PD
- 陸進秀 飾演 穿軍服的男子
- 朴燦佑 飾演 抽菸的學生
- 朴志涓 飾演 釜山情侶
- 黃相慶 飾演 釜山情侶

### 特別出演
- 孫淑 飾演 Mark的母親
- 金宗九 飾演 朴振基的父親
- 吳昇桓 飾演 名人
- 金東炫 飾演 名人
- 裴明浩 飾演 名人
- 柳勝玉 飾演 名人

## 票房
台灣方面，首週四天票房為新台幣1169萬元；次週票房累計至新台幣3092萬元；第三週票房累計至新台幣4027萬元；第四週票房累計至新台幣4343萬元；最終全台票房為新台幣4523萬元。

## 外部連結
- NAVER上《冠軍大叔》的資料
- Daum上《冠軍大叔》的資料

- 韩国电影数据库（KMDb）上《冠軍大叔》的資料
- 互联网电影数据库（IMDb）上《Champion》的资料（英文）
- 開眼電影網上《冠軍大叔》的資料（繁體中文）
- 豆瓣电影上《冠軍大叔》的資料 （简体中文）
- Box Office Mojo上《冠軍大叔》的资料（英文）
- 爛番茄上《冠軍大叔》的資料（英文）